# O Beijo no Asfalto
Pour plus de détails, voir Fiche technique et Distribution.
O Beijo no asfalto est un film brésilien réalisé par Bruno Barreto, sorti en 1981. C'est l'adaptation de la pièce de théâtre du même nom de Nélson Rodrígues.

## Fiche technique
- Titre français : O Beijo no asfalto
- Réalisation : Bruno Barreto
- Scénario : Doc Comparato d'après Nélson Rodrígues
- Pays d'origine : Brésil
- Format : Couleurs - 35 mm
- Genre : drame
- Durée : 80 minutes
- Date de sortie : 1981

## Distribution
- Tarcísio Meira : Aprígio
- Lídia Brondi : Dália
- Daniel Filho : Amado Pinheiro
- Ney Latorraca : Arandir
- Oswaldo Loureiro : Cunha
- Christiane Torloni : Selminha